# Customs
Customs is een Belgische rockband uit de omgeving van Leuven die in 2008 opgericht werd en een Engelstalig repertoire heeft. Hun eerste single Rex stond 5 weken in de Ultratip 30 en kwam op 11 juli 2009 binnen in de Ultratop 50 en bleef met een onderbreking elf weken in de hitparade staan. Het nummer kwam op nummer 1 te staan in De Afrekening, de alternatieve hitlijst van radiozender Studio Brussel. In september 2009 kwam hun tweede single Justine op de markt. Het eerste album Enter the characters verscheen op 26 oktober 2009.
Op 6 januari 2010 stond Rex op 1 in de Eindafrekening van 2009. Justine stond in diezelfde lijst op een 22ste plaats.
Hun tweede album Harlequins of Love verscheen op 23 september 2011. Het derde studioalbum verscheen op 31 januari 2014 en is getiteld The Market.
Op 15 februari 2018 maakten ze bekend dat ze stopten. Hun nieuwe album Magik verschijnt echter wel nog op 23 februari 2018 in een pakket op vinyl met een cd erbij in genummerde oplage van slechts 100 exemplaren. Magik is echter wel online te verkrijgen.
Sinds 23 oktober 2024 zijn ze weer terug samen en releasten ze 2 nieuwe singles.

## Bandleden
De band bestaat uit vier muzikanten.
- Zang en gitaar: Kristof Uittebroek
- Gitaar: Jelle Janse
- Basgitaar: Bart Sels
- Drums: Brecht Put

## Discografie

### Albums
| Album met eventuele hitnotering(en) in de Nederlandse Album Top 100 | Datum van verschijnen | Datum van binnenkomst | Hoogste positie | Aantal weken | Opmerkingen |
| ------------------------------------------------------------------- | --------------------- | --------------------- | --------------- | ------------ | ----------- |
| Enter the characters                                                | 26-10-2009            | 06-03-2010            | 95              | 2            |             |
| Harlequins of love                                                  | 23-09-2011            | 01-10-2011            | 86              | 1            |             |
| The market                                                          | 31-01-2014            | -                     |                 |              |             |

| Album met hitnotering(en) in de Vlaamse Ultratop 200 albums | Datum van verschijnen | Datum van binnenkomst | Hoogste positie | Aantal weken | Opmerkingen |
| ----------------------------------------------------------- | --------------------- | --------------------- | --------------- | ------------ | ----------- |
| Enter the characters                                        | 26-10-2009            | 31-10-2009            | 6               | 30           |             |
| Harlequins of love                                          | 23-09-2011            | 01-10-2011            | 7               | 13           |             |
| The market                                                  | 31-01-2014            | 18-02-2014            | 36              | 11           |             |

### Singles
| Single met hitnotering(en) in de Vlaamse Ultratop 50 | Datum van verschijnen | Datum van binnenkomst | Hoogste positie | Aantal weken | Opmerkingen |
| ---------------------------------------------------- | --------------------- | --------------------- | --------------- | ------------ | ----------- |
| Rex                                                  | 20-04-2009            | 11-07-2009            | 6               | 11           |             |
| Justine                                              | 14-09-2009            | 07-11-2009            | 37              | 7            |             |
| The matador                                          | 15-03-2010            | 10-04-2010            | tip15           | -            |             |
| Shut up, Narcissus                                   | 21-06-2010            | 31-07-2010            | tip14           | -            |             |
| Harlequins                                           | 20-06-2011            | 09-07-2011            | tip2            | -            |             |
| Velvet love                                          | 19-09-2011            | 15-10-2011            | tip29           | -            |             |
| Toupee                                               | 14-11-2011            | 26-11-2011            | tip29           | -            |             |
| Samstag, im Lido                                     | 16-01-2012            | 11-02-2012            | tip67           | -            |             |
| Your roses                                           | 16-04-2012            | 12-05-2012            | tip68           | -            |             |
| Hole in the market                                   | 13-12-2013            | 04-01-2014            | tip43           | -            |             |
| In gloom                                             | 17-11-2017            | 23-12-2017            | tip             | -            |             |